# Comic On!
Comic On! ist ein Präventionstheater für Kinder und Jugendliche mit Sitz in Köln-Nippes. Seit 1990 ist das Theater in der Präventionsarbeit für Kinder und Jugendliche bundesweit und im angrenzenden deutschsprachigen Ausland aktiv und arbeitet mit Ansätzen der kulturellen- und politischen Bildung. Neben dem Tourneetheatergeschäft produziert Comic On! seine Stücke selbst und organisiert theaterpädagogische Workshops.

## Geschichte
Die Comic On! Theaterproduktion wurde 1990 mit dem Ziel gegründet, bundesweit qualitative und gleichzeitig unterhaltsame Präventionsarbeit mit den Mitteln des Theaters zu leisten. Die Problematik des Rechtsextremismus in den 90er Jahren gab den Anstoß zu dieser Initiative.

## Gegenwart
Insgesamt beteiligen sich 30 Mitarbeiter aus pädagogischen, künstlerischen und administrativen Bereichen an der Planung und Realisation neuer Stücke, Workshops, sowie am laufenden Tourneebetrieb. Von 1999 bis 2019 bestand Comic On! als Einzelunternehmung unter der Leitung des Diplom-Theaterpädagogen und Diplom-Betriebswirtes Franz Zöhren. Nach 20 Jahren als Theaterleiter der Firma Comic On! Theaterproduktion übergab Franz Zöhren das Theater zum 1. Januar 2020 seinem Nachfolger Marc Scheidegg.

## Schwerpunkte

### Theaterproduktion
Comic On! konzipiert eigene Theaterstücke zu Präventionsthemen wie Gewalt- oder Drogenprävention, Rechtsextremismus, Sexualität, AIDS, Nachhaltigkeit, Umweltschutz, Ernährung, Gesundheit, Medienkompetenz, Cyber-Mobbing u. a. setzt diese szenisch um und inszeniert sie. Für einige Produktionen arbeitet Comic On! mit unterschiedlichen Kooperationspartnern zusammen.

### Tourneetheater
Comic On! ist bundesweit und im deutschsprachigen Raum mit eigenen Produktionen auf Tournee und spielt in Schulen, Jugend- und Kulturzentren oder im Rahmen von Kulturevents und Präventionsveranstaltungen. Dabei bietet Comic On! ein Präventionskonzept bestehend aus Theateraufführung, Nachgespräch und begleitendem Unterrichtsmaterial an.

### Theaterpädagogik
Comic On! ist auch im theaterpädagogischen Bereich an Schulen aktiv und bietet hierzu verschiedene Workshops und Kurse für Kinder und Jugendliche an.

## Produktionen
Comic On! hat bis dato über 30 Produktionen realisiert.
- 1990: Peter Steffens; Neonazi - Thema: Rechtsextremismus
- 1991: Vierte Sonne links - Thema: Umweltverschmutzung
- 1991: Denn sie wissen nicht, was sie tun - Thema: Gewalt und Fremdenfeindlichkeit
- 1992: Abgehängt! - Ein Comic Trip durchs Leben - Thema: Drogen und Sucht
- 1993: Abgeschminkt! - MiniRocKabarett - Thema: Rollenverhalten in der Pubertät, für Mädchen
- 1993: Spieler Jünemann - Solokabarett - Thema: Erwachsenenkabarett
- 1993: Peter Steffens; Neonazi - Neuinszenierung - Thema: Rechtsextremismus
- 1994: Heiß am Stiel - Thema: Rollenverhalten in der Pubertät - für Jungen
- 1995: Mahagony - Thema: Brecht für Erwachsene
- 1995: La deutsche Vita - Thema: Cinemusical zum Thema Heimat
- 1995: Vor dem gelben Stern - Thema: Dokumentationstheater zum Thema Nationalsozialismus
- 1995: Abgehängt II - Neuinszenierung - Thema: Drogen und Sucht
- 1995: Abgeschminkt! II -Neuinszenierung MiniRocKabarett - Thema: Rollenverhalten in der Pubertät, für Mädchen
- 1996: Komm mit - Hau ab! - Thema: sexueller Missbrauch
- 1996: Take that? Rave den Dealer! - Thema: Theatermusical zum Thema Drogen (Ecstasy), Arbeitslosigkeit und Gewalt
- 1997: Aufgerissen - Thema: Sexualität und AIDS
- 1997: Abgedreht + Abgehangen III - Thema: Abhängigkeiten und Sucht
- 1998: Nasrettin Hoça trifft Till Eulenspiegel - Thema: Kindermusical
- 1998: Durchgeknallt - Thema: Gewalt
- 1999: Voll das Feeling - Thema: Sexualität, AIDS, Aufklärung
- 1999: Lisa, Tom und Anna - Thema: Gewalt, Freundschaft, Toleranz
- 2001: C.R.A.S.H. - Thema: Gewalt, Rechtsextremismus, Fremdenfeindlichkeit
- 2002: RESPEKT - Thema: Gewalt, Multikultur & Sucht
- 2004: Pappe Satt - Thema: Gesunde Ernährung, Übergewicht, Bewegung
- 2005: Kick Off! - Thema: Rassismus, Gewalt, Abhängigkeiten
- 2007: Jecke Zeiten - Thema: Comedy, Kabarett, Karneval für Erwachsene
- 2009: r@usgemobbt.de - Thema: Cybermobbing - Alter: ab der 3.–5. Klasse
- 2011: R@USGEMMOBT 2.0 - Thema: Cybermobbing - Alter: ab der 6. Klasse
- 2011: Die Wetter Retter!? - Thema: Klimawandel
- 2015: upDATE - Thema: Sexting und Umgang mit Sozialen Medien und in Sozialen Netzwerken - Alter: ab der 7. Klasse
- 2016: PAPPE LA PAPP - Thema: Nachhaltiger Konsum, Werbe- und Medienkompetenz für Grundschulkinder
- 2017: Christmas-Special: PAPPE LA PAPP - Thema: Nachhaltiger Konsum, Werbe- und Medienkompetenz für Grundschulkinder
- 2019: #werbinich? - Thema: Respekt, Meinungsbildung und Persönlichkeitsentwicklung im Social Media Zeitalter - Alter: ab der 7. Klasse
- 2020: digitales Theater - Alle aktuellen Theaterstücke wurden professionell verfilmt und stehen als digitale Version zur Verfügung